# Kirchbarkau
Kirchbarkau ist eine Gemeinde im Kreis Plön in Schleswig-Holstein.

## Geografie

### Geografische Lage
Das Gemeindegebiet von Kirchbarkau erstreckt sich in der Region Barkauer Land im nördlichen Bereich des Naturraums Holsteinisches Hügel- und Seenland am Bothkamper See etwa 17 km südlich von Kiel.

### Ortsteile
Siedlungsgeographisch besteht die Gemeinde einzig aus dem namenstiftenden Kirchdorf.

## Geschichte
In der Vergangenheit führte die inzwischen stillgelegte Kleinbahnstrecke von Kiel nach Bad Segeberg durch den Ort. Dem Trassenverlauf folgt heute weitgehend die Bundesstraße 404 und im Ortsgebiet die Straße Am alten Bahnhof.

## Politik

### Gemeindevertretung
Bei der Kommunalwahl am 14. Mai 2023 wurden insgesamt elf Sitze vergeben. Von diesen erhielt die Neue Wählergemeinschaft Kirchbarkau sechs Sitze, die Wählergemeinschaft Kirchbarkau 1962 drei Sitze und die SPD zwei Sitze.

### Wappen
Blasonierung: „In Blau unter einem silbernen Zinnenbalken ein goldenes spätgotisches Kleeblattkreuz stehend auf einem silbernen abgebrochenen Rad.“

## Wirtschaft und Verkehr
Die Gemeinde Kirchbarkau versorgt auch das Umland mit Dienstleistungen (Handwerksbetriebe, Arzt- und Zahnarztpraxis). Die einzige Gaststätte wurde 2014 geschlossen und 2016 zu einem Wohnhaus umgebaut. Der Dorfladen ("MarktTreff Barkauer Land") wird seit 2016 von einer Bürgergenossenschaft getragen.
Kirchbarkau wird über die Bundesstraße 404 von Kiel nach Bad Segeberg erreicht. Der Streckenabschnitt zwischen Nettelsee und der Landeshauptstadt befindet sich aktuell im Umbau zur Bundesautobahn 21.
Folgende Buslinien der Verkehrsbetriebe Kreis Plön im Verkehrsverbund Region Kiel halten in Kirchbarkau: 410 (Kiel – Bornhöved – Trappenkamp – Bad Segeberg), 416 (Preetz – Kirchbarkau – Preetz), 424 (Kirchbarkau – Postfeld – Hohenhorst – Boksee) und 427 (Löptin – Nettelsee – Kirchbarkau). , Autokraft 798 (Flintbek – Schönhorst – Kirchbarkau).

## Sehenswerte Bauwerke
In der Liste der Kulturdenkmale in Kirchbarkau stehen die in der Denkmalliste des Landes Schleswig-Holstein eingetragenen Kulturdenkmale.

### Dorfkirche Kirchbarkau
Die Dorfkirche St. Katharinen wurde anstelle eines Vorgängerbaus von 1500 im Jahr 1695 als Saalkirche in Backstein errichtet, sie hat einen Gruftanbau von 1734.

### Hof Friedrichsen
An dem 1813 errichteten Bauernhaus sind fünf Terrakotten aus der Werkstatt des Statius von Düren aus der Mitte des 16. Jahrhunderts eingelassen. Diese stammten ursprünglich vom Schloss Rantzau.

## Persönlichkeiten

### Ehrenbürger
- Horst-Peter Schwarten, 25 Jahre Bürgermeister der Gemeinde, Träger des Bundesverdienstkreuzes am Bande, 13 Jahre Amtsvorsteher des Amtes Preetz-Land, dort Mitentwickler der Verwaltungsmodernisierung, die zur Aufnahme in das Netzwerk „Kommunen der Zukunft“ führte (ausgezeichnet mit dem Speyer-Preis)

### Söhne und Töchter der Gemeinde
- Julius Kähler (1873–1952), Journalist und Politiker